# Пажагеняй
Пажагеняй (лит. Pažagieniai) — деревня в Паневежском районе Литвы, в 1 км к югу от Паневежиса. 
Поблизости проходит автомагистраль А2 соединяющая Паневежис с Вильнюсом. Рядом протекает приток Невежиса Жагенис, с именем которого связывают название деревни. 
В селе расположен учебный комплекс (школа-детсад), в которой обучаются около 50 детей дошкольного возраста и 50 детей младшего школьного возраста.

## Население
Первый источник о населении села указывает на 110 жителей, проживающих в 1903 году.
Перепись населения в 1959 году указывают на 84 жителей.
Перепись населения в 1970 году указывают на 113 жителей.
Перепись населения 1989 года указала на 1027 жителей проживающих в селе.
Перепись населения 2001 года указала на 962 жителя проживающих в селе.
Перепись 2011 года указала на 774 жителя, проживающих в селе.